# 王玄邈
王 玄邈（おう げんばく、426年 - 497年）は、南朝宋から斉にかけての軍人。字は彦遠。本貫は太原郡祁県。

## 経歴
東莞郡太守の王蕤（上谷郡太守の王宰の子）の子として生まれた。はじめ南朝宋の驃騎行軍参軍となり、太子左積弩将軍や射声校尉をつとめた。泰始元年（465年）、輔国将軍・清河広川二郡太守となり、幽州刺史に任じられた。泰始2年（466年）、青州刺史の沈文秀が反乱を起こすと、玄邈は明帝につこうと考えたが、襲撃をおそれて、沈文秀のもとを訪れて軍の進駐を求めた。沈文秀は城外に軍を駐屯させた。玄邈は沈文秀について陣営を築くそぶりをしたが、夜間になって軍を抜け出して南に走り明帝のもとにおもむいた。明け方になって沈文秀が追いかけたが、追いつくことはできなかった。玄邈は明帝の命により持節・都督青州諸軍事・青州刺史に任じられた。
蕭道成が淮陰に駐屯していたとき、明帝に疑われたため、玄邈に信書を送って支援を求めた。玄邈は長史の房叔安の勧めもあって、色よい返事をしなかった。玄邈が青州刺史を退任すると、途中で蕭道成の駐屯地に立ち寄った。蕭道成の軍が厳戒態勢にあるのをみて、建康に帰ると、蕭道成が異心を抱いているのではないかとの懸念を明帝に伝えた。昇明年間、蕭道成に召されて驃騎司馬・冠軍将軍・泰山郡太守となった。玄邈はたびたび蕭道成の不利となるような仕打ちをしていたので、内心おそれたが、蕭道成から受ける待遇は変わらなかった。散騎常侍・驍騎将軍に転じた。
昇明3年（479年）、持節・都督梁南秦二州諸軍事・征虜将軍・西戎校尉・梁南秦二州刺史に任じられ、河陽県侯に封じられた。同年（建元元年）、斉が建国されると、玄邈は右将軍に進んだ。李烏奴が梁州で反乱を起こし、白馬戍を陥落させた。玄邈は7、800人の兵を率いて李烏奴を攻撃したが勝てなかった。そこで部下に偽りの降伏をさせ、玄邈がすでに愛妾2人を連れて州城から逃げ出したという虚報を告げさせた。李烏奴が喜んで軽装の兵で州城を襲うと、玄邈は伏兵を設けてこれを撃破し、李烏奴は単身で逃げ出した。
玄邈は建康に召還されて征虜将軍・長沙王後軍司馬・南東海郡太守となった。都官尚書に転じた。建元4年（482年）、武帝が即位すると、玄邈は右将軍・豫章王太尉司馬に転じた。冠軍将軍・臨川内史として出向した。召還されて前軍司徒司馬・散騎常侍・太子右率となった。永明7年（489年）、持節・都督兗州縁淮諸軍事・平北将軍・兗州刺史に任じられたが、着任しないうちに、大司馬に転じ、後将軍の号を加えられた。永明8年（490年）、太常となり、散騎常侍・右衛将軍の位を受けた。永明10年（492年）、持節・監徐州諸軍事・平北将軍・徐州刺史として出向した。
永明11年（493年）、建康蓮華寺の僧の釈法智と徐州の民の周盤龍らが反乱を起こし、夜に400人が州城の西門を攻め、梯を登って城壁に上り、城局参軍の唐潁を射殺して城内に入った。徐州の軍主の耿虎・徐思慶・董文定らが抗戦した。明け方になって玄邈は100人あまりを率いて反攻に転じ、釈法智・周盤龍らを生け捕りにした。玄邈は反乱を阻止できなかった罪で免官された。蕭昭業が即位すると、玄邈は撫軍将軍の号を受け、使持節・安西将軍・歴陽南譙二郡太守に転じた。延興元年（494年）、蕭昭文が即位すると、玄邈は散騎常侍の位を加えられた。まもなく中護軍に転じた。9月、江州で起兵した晋安王蕭子懋を討つよう宣城公蕭鸞に命じられたが、玄邈は言い訳して赴かなかった。王広之が広陵に赴いて安陸王蕭子敬を殺害すると、玄邈もやむなく江州におもむいて蕭子懋を討った。
建武元年（494年）10月、持節・都督南兗兗徐青冀五州諸軍事・平北将軍・南兗州刺史となった。護軍将軍に転じ、散騎常侍の位を加えられた。建武4年（497年）、死去した。享年は72。安北将軍・雍州刺史の位を追贈された。諡は壮侯といった。

## 伝記資料
- 『南斉書』巻27 列伝第8
- 『南史』巻16 列伝第6